# Jitzchak Wittenberg
Jitzchak Wittenberg (auch Itsik Vit(e)nberg/Leo Itsig) (* 1907; † 16. Juli 1943 in Wilna) war ein jüdischer Kommunist und Kommandeur der jüdischen Widerstandsorganisation Fareinikte Partisaner Organisatzije (FPO) im Ghetto Wilna.

## Leben
Der gelernte Schneider Jitzchak Wittenberg trat früh der kommunistischen Partei Polens bei und war für diese während der kurzen sowjetischen Besetzung Wilnas aktiv. Nach dem deutschen Überfall auf die Sowjetunion am 22. Juni 1941 und der Besetzung Wilnas durch die Deutschen ging er in den Untergrund. Bei Gründung der FPO am 21. Januar 1942 wurde Wittenberg wegen seiner Erfahrung im Untergrund zum Kommandeur gewählt.
Bis Juli 1943 gelang es Wittenberg unentdeckt zu bleiben, aber als die Deutschen das Netzwerk des kommunistischen Widerstands in Wilna aufrollten, wurde die Gestapo auf ihn aufmerksam und forderte seine Auslieferung. Jacob Gens, Vorsitzender des Judenrats im Ghetto Wilna, lud Wittenberg daraufhin zu einer Besprechung ein, wo er von (vermutlich litauischen) Polizisten am 5. Juli 1943 verhaftet wurde. Noch bevor er an die Gestapo überstellt werden konnte, wurde Wittenberg von der FPO befreit. Daraufhin stellte die Gestapo ein Ultimatum: entweder Wittenberg würde ausgeliefert oder das gesamte Ghetto liquidiert. Unter diesen Umständen stellte sich Wittenberg freiwillig der „Ghettopolizei“.
Noch in derselben Nacht wurde Wittenberg an die Gestapo übergeben. Im Gestapogefängnis nahm er sich das Leben, angeblich mit einer Kapsel Zyankali, die ihm Gens zugespielt haben soll. Sein Nachfolger als Kommandant der FPO wurde Abba Kovner, der später über Wittenbergs Festnahme und Tod in seiner Aussage im Jerusalemer Eichmann-Prozess von 1961 berichtete.